# تونينو جويرا
تونينو جويرا (بالإيطالية: Tonino Guerra) (و. 1920 – 2012 م) هو كاتب، وشاعر، وكاتب سيناريو، وكاتب مسرحي إيطالي، ولد في سانتاركانجيلو دي رومانيا، توفي في سانتاركانجيلو دي رومانيا، عن عمر يناهز 92 عاماً.

## التعليم
تعلم في جامعة أوربينو.

## جوائز وترشيحات
حصل على جوائز منها:
جوائز
- وسام الصداقة الروسي
- نيشان الشرف

ترشيحات
- جائزة الأوسكار لأفضل كتابة
- جائزة الأوسكار لأفضل كتابة، عن عمل: أماركورد

ترشح لـ:
- جائزة الأوسكار لأفضل كتابة "سيناريو أصلي"، عن عمل: Casanova 70 [الإنجليزية]‏
- جائزة الأوسكار لأفضل كتابة "سيناريو أصلي"، عن عمل: انفجار (فيلم)
- جائزة الأوسكار لأفضل كتابة "سيناريو أصلي"، عن عمل: أماركورد.

## وصلات خارجية
- تونينو جويرا على موقع IMDb (الإنجليزية)
- تونينو جويرا على موقع ألو سيني (الفرنسية)
- تونينو جويرا على موقع تيرنر كلاسيك موفيز (الإنجليزية)
- تونينو جويرا على موقع أول موفي (الإنجليزية)
- تونينو جويرا على موقع قاعدة بيانات الأفلام السويدية (السويدية)
- تونينو جويرا على موقع قاعدة بيانات الفيلم (الإنجليزية)
- تونينو جويرا على موقع كينوبويسك (الروسية)